# Anna Maria Rüttimann-Meyer von Schauensee

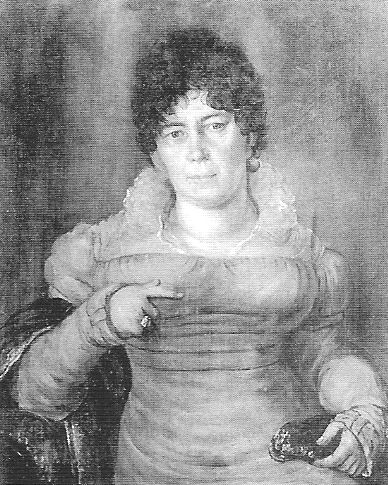
Anna Maria Rüttimann (1772–1856). Porträt von Josef Reinhard

Anna Maria Rüttimann-Meyer von Schauensee (* 6. Oktober 1772 in Luzern; † 19. August 1856 ebenda) stammt aus der gleichnamigen Luzerner Patrizierfamilie und war eine aufklärerisch gesinnte Republikanerin und einflussreiche Salonnière. Sie war die Gattin von Vinzenz Rüttimann und Brieffreundin von Paul Usteri.

## Leben
Anna Maria Meyer war die Tochter des Kleinrates Franz Rudolf Theoderich Meyer von Schauensee und der Maria Waldburga von Fleckenstein. Ihr Bruder Franz Bernhard Meyer von Schauensee wurde zu einem der einflussreichsten Schweizer Politiker seiner Zeit und war während der Helvetik Polizei- und Justizminister. 1794 heiratete sie Vinzenz Rüttimann, mit dem sie acht Kinder hatte. Die Familie Rüttimann war das letzte Geschlecht, das noch vor dem Fundamentalgesetz von 1773 in den Kreis des regierenden Patriziates aufgenommen wurde. Während ihr Mann Politkarriere machte, kümmerte sich Anna Maria Rüttimann um den häuslichen Bereich und erzog ihre Kinder nach den Erziehungsmaximen des berühmten Aufklärers Jean-Jacques Rousseau.

### Politik
Anna Maria Rüttimann lud regelmässig Gäste zu sich nach Hause ein oder nahm an literarischen und kulturellen Anlässen ausserhalb teil, um über die aktuellen Aufklärungsschriften und politischen Veränderungen zu debattieren. 1799 lernte sie den Publizisten und Verleger Paul Usteri kennen, mit dem sie eine jahrelange Brieffreundschaft verband. Paul Usteri fragte Anna Maria Rüttimann stets um Rat in politischen und moralischen Angelegenheiten. Er schickte ihr Informationen zu den neusten politischen Entwicklungen in der Helvetik und interessierte sich für ihre Meinung. Doch nicht nur bei Paul Usteri, sondern auch bei ihrem Gatten Vinzenz Rüttimann, Freund Melchior Mohr und Bruder Franz Bernhard Meyer von Schauensee war sie als Ratgeberin und Vermittlerin gefragt. Allerdings wählte Rüttimann für seine glanzvollen Staatsempfänge, für die er berühmt war, nicht seine Gattin, sondern als strahlende Gastgeberin Sophie Schumacher-Dürler, die Mutter des nachmaligen Generals Felix von Schumacher.
Ihre politische Meinung lässt sich aus einem Brief an Paul Usteri herauslesen:

« […] Mais je vous demande qu’est le peuple! Et qu’est sa déclaration! Le peuple par lui même ne peut et ne doit rien vouloir, la nature ne la pas mis en même pour savoir ce qui lui est bon, et sa déclaration n’est jamais autre chose que la voix d’un factieux […]. Ce n’est donc que la voix des hommes les plus impartieaux et des plus éclairés qui doivent former la volonté du peuple! […] Restant donc du principe que le gouvernement est composé des hommes superieurs en expériences et en vertus et il doit veritablement sentir sa superiorité et agir en consequence […]. »

In ihren Augen waren (noch) nicht alle Bürger mündig, um an politischen Entscheidungsprozessen teilzunehmen.
Mit ihren elitären Ansichten war die Luzernerin bei ihrem Freund Paul Usteri in guter Gesellschaft. Dieser war ein leidenschaftlicher Verfassungskämpfer. Er versuchte zu erreichen, dass das Volk lediglich das Recht hatte, die wählbaren Kandidaten zu bezeichnen. Die Wahlen selbst sollten einer qualifizierten Elite vorbehalten sein. Damit gehörte sie zu einem kleinen Kreis von jungen aristokratischen Aufklärern, die versuchten, während der Helvetik ihre Ideale einer repräsentativen Republik umzusetzen. Ihr Gatte, Vinzenz Rüttimann, führte 1814 den Staatsstreich durch, mit dem Luzern die alte Patriziatsverfassung wieder herstellte.